# Liste der Baudenkmale in Seelow
In der Liste der Baudenkmale in Seelow sind alle Baudenkmale der brandenburgischen Stadt Seelow. Grundlage ist die Veröffentlichung der Landesdenkmalliste mit dem Stand vom 31. Dezember 2020.

## Baudenkmale in den Ortsteilen
In den Spalten befinden sich folgende Informationen:
- ID-Nr.: Die Nummer wird vom Brandenburgischen Landesamt für Denkmalpflege vergeben. Ein Link hinter der Nummer führt zum Eintrag über das Denkmal in der Denkmaldatenbank. In dieser Spalte kann sich zusätzlich das Wort Wikidata befinden, der entsprechende Link führt zu Angaben zu diesem Denkmal bei Wikidata.
- Lage: die Adresse des Denkmales und die geographischen Koordinaten. Link zu einem Kartenansichtstool, um Koordinaten zu setzen. In der Kartenansicht sind Denkmale ohne Koordinaten mit einem roten beziehungsweise orangen Marker dargestellt und können in der Karte gesetzt werden. Denkmale ohne Bild sind mit einem blauen bzw. roten Marker gekennzeichnet, Denkmale mit Bild mit einem grünen beziehungsweise orangen Marker.
- Bezeichnung: Bezeichnung in den offiziellen Listen des Brandenburgischen Landesamtes für Denkmalpflege. Ein Link hinter der Bezeichnung führt zum Wikipedia-Artikel über das Denkmal.
- Beschreibung: die Beschreibung des Denkmales
- Bild: ein Bild des Denkmales und gegebenenfalls einen Link zu weiteren Fotos des Baudenkmals im Medienarchiv Wikimedia Commons

### Alt Langsow
| ID-Nr.            | Lage                 | Bezeichnung        | Beschreibung                                                       | Bild           |
| ----------------- | -------------------- | ------------------ | ------------------------------------------------------------------ | -------------- |
| 09180707 Wikidata | Altlangsow 11 (Lage) | Schul- und Bethaus | Das Schul- und Bethaus wurde 1832 nach Plänen von Schinkel erbaut. | weitere Bilder |

### Seelow
| ID-Nr.            | Lage                           | Bezeichnung | Beschreibung | Bild |
| ----------------- | ------------------------------ | --- | --- | --- |
| 09180895          | (Lage)                         | Ziegelgewölbebrücke über die Eisenbahnstrecke Wriezen–Frankfurt (Oder), Bahn-km 17,556                                                                                | | weitere Bilder |
| 09180302          | B 1 (Lage)                     | Viertelmeilenstein, bei km 13,9 | | weitere Bilder |
| 09180666          | B 1 (Lage)                     | Viertelmeilenstein, bei km 17,7 | | weitere Bilder |
| 09180665          | Diedersdorfer Straße (Lage)    | Meilenobelisk, am westlichen Ortsausgang bei km 19,5 | | weitere Bilder |
| 09180657          | Berliner Straße 14 (Lage)      | Ackerbürgergehöft mit Wohnhaus, zwei Stallgebäuden und Durchfahrtsscheune                                                                                             | | Ackerbürgergehöft mit Wohnhaus, zwei Stallgebäuden und Durchfahrtsscheune                                                                                             |
| 09180658          | Breite Straße 9 (Lage)         | Grundstücksbebauung mit Wohnhaus, Wirtschaftsgebäude, Taubenturm und Hofpflasterung                                                                                   | | weitere Bilder |
| 09180659 Wikidata | Erich-Weinert-Straße 13 (Lage) | Kulturhaus „Erich Weinert“ mit Vorplatz und parkartigen Außenanlagen einschließlich Trafohaus und OdF-Denkmal                                                         | Das Haus wurde 1954 bis 1955 erbaut. | weitere Bilder |
| 09180660          | Erich-Weinert-Straße 15 (Lage) | Kindereinrichtung | | weitere Bilder |
| 09181352          | Ernst-Thälmann-Straße 1 (Lage) | Kaufhaus | | Kaufhaus |
| 09180661          | Kirchstraße 1 (Lage)           | Dampfbäckerei | | weitere Bilder |
| 09180788          | Kirchstraße 7 (Lage)           | Wohnhaus | | weitere Bilder |
| 09180664 Wikidata | Küstriner Straße (Lage)        | Gedenkstätte und Museum Seelower Höhen | Die Gedenkstätte wurde als Erinnerung des Weges der Roten Armee von Osten in Richtung Berlin eingerichtet. Das Denkmal wurde am 27. November 1945 eingerichtet.                        | weitere Bilder |
| 09180886          | Küstriner Straße (Lage)        | Gutsanlage „Simonsche Anlagen am Schweizerhaus“ mit Schweizerhaus, Verwalterhaus, Transformatorenhaus und dreiseitigem Gutshof sowie Scheune, Wohnhaus und Obstkeller | | Gutsanlage „Simonsche Anlagen am Schweizerhaus“ mit Schweizerhaus, Verwalterhaus, Transformatorenhaus und dreiseitigem Gutshof sowie Scheune, Wohnhaus und Obstkeller |
| 09180662          | Küstriner Straße 61 (Lage)     | Rathaus | | weitere Bilder |
| 09180656 Wikidata | Puschkinplatz (Lage)           | Stadtpfarrkirche St. Marien | Die evangelische Kirche wurde von 1830 bis 1832 erbaut. Der Vorgängerbau war eingestürzt. Im Frühjahr 1945 wurde der Turm gesprengt, das Schiff beschädigt und das Innere brannte aus. | weitere Bilder |
| 09180663          | Straße der Jugend 7 (Lage)     | Grundschule | | weitere Bilder |

### Ehemalige Baudenkmale
| ID-Nr. | Lage                                        | Bezeichnung | Beschreibung | Bild     |
| ------ | ------------------------------------------- | ----------- | ------------ | -------- |
|        | Neulangsow Ernst-Thälmann-Straße 108 (Lage) | Schmiede    |              | Schmiede |